# Aalt Toersen

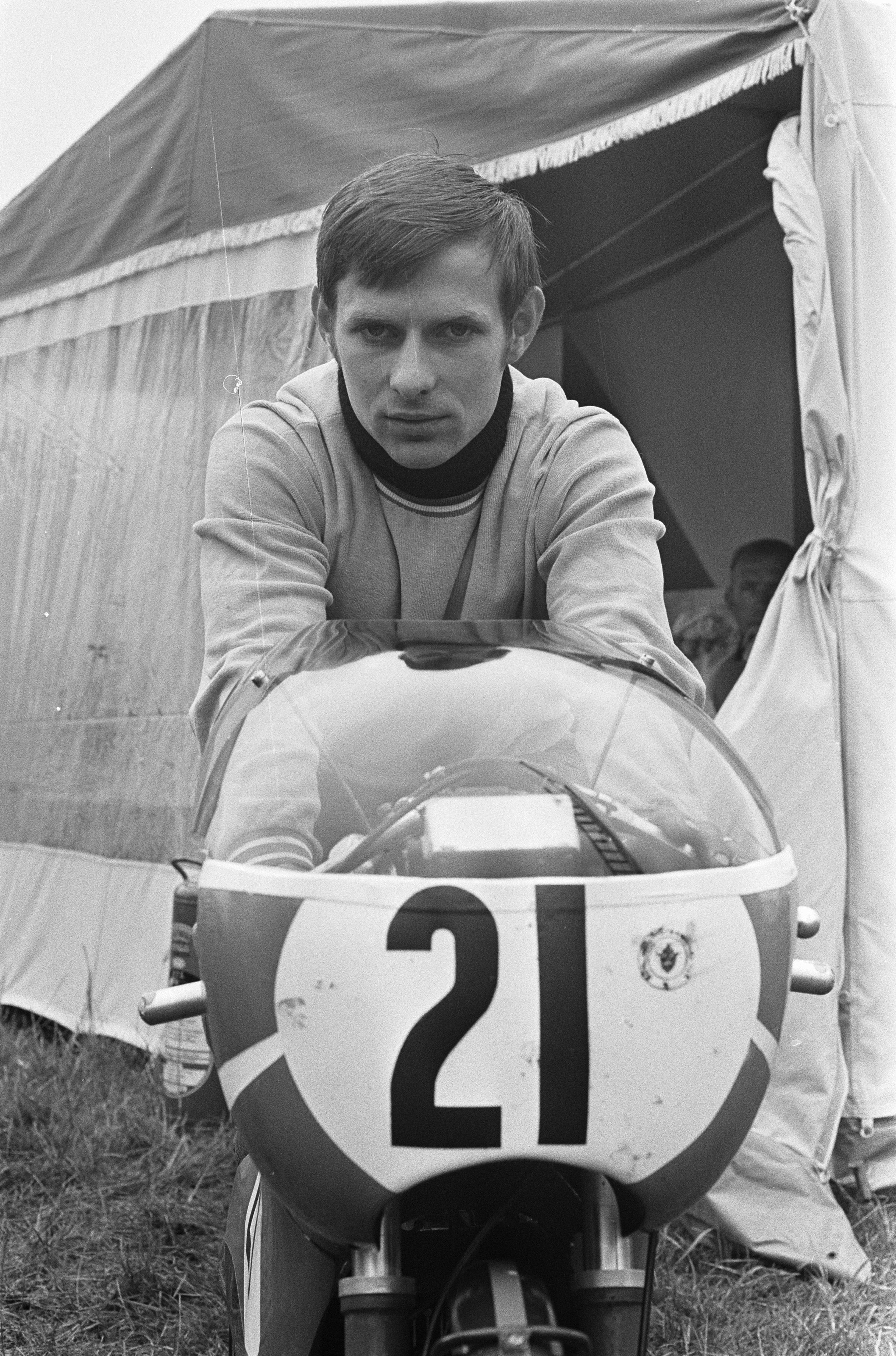
Aalt Toersen in 1969

Aalt Toersen (Staphorst, 6 november 1945) is een Nederlands motorcoureur.
De carrière van Aalt Toersen loopt nagenoeg synchroon met die van Jan de Vries; beiden begonnen in de grasbaanracerij, werden op hetzelfde moment opgenomen in het Van Veen Kreidler team en stopten in hetzelfde jaar met de motorsport. Beide mannen hadden aanleg om grote successen te boeken, maar De Vries was de enige die erin slaagde wereldkampioen te worden. Toersen kwam niet verder dan een tweede plek.
De wegracecarrière begon toen hij in 1965 tijdens een proefritdag door Van Veen werd geselecteerd voor het nieuwe team. Met zijn tengere postuur was hij bij uitstek geschikt voor de borrelglasklasse. De race op het stratencircuit van Tubbergen wordt zijn eerste. In 1966 wordt hij meteen al Nederlands kampioen. In datzelfde jaar maakt hij zijn internationale debuut tijdens de TT van Assen.
In 1967 wint De Vries het NK maar Toersen behaalt zijn eerste WK-punten en eindigt dat jaar op de achtste plaats, met vier punten.
In 1968 wordt Toersen weer Nederlands kampioen en wordt weer achtste in het WK.
In 1969 volgt de internationale doorbraak. De eerste drie GP's worden door Toersen op zijn Kreidler gewonnen maar daarna blijken de machines van Derbi en Jamathi toch sneller. Door toch in iedere race op het podium te eindigen wordt hij uiteindelijk tweede in de eindstand.
In het seizoen 1970 neemt hij de plaats van de geblesseerde Paul Lodewijkx in op Jamathi. Ook dit jaar eindigt hij op de tweede plaats. Op een 125cc-Suzuki wordt hij zevende in het WK-klassement.
Na teleurstellende resultaten in de volgende jaren besluit Toersen in 1975 met racen te stoppen.
Vanaf 1978 reed hij wel in grasbaanspecials en een jaar later richtte hij zich op de sprint met 50cc-motoren. Op een 1300cc-Kawasaki reed hij in 1981 dragraces.
In 1993 begon Toersen deel te nemen aan de 50cc-classic wegraces, in welke klasse hij in 2009 en 2011 Europees kampioen werd.
Hem werd eenmaal de Hans de Beaufort-beker toegekend door de KNMV.

## Na zijn motorsportcarrière
Ook na zijn motorsportcarrière bleef Toersen actief, zo verbeterde hij op 7 juli 2019 op 73-jarige leeftijd het wereldsnelheidsrecord op een 50cc-motor over de kwart mijl met staande start met maar liefst een halve seconde tot 15,05 seconden. Hieraan gingen jaren aan voorbereiding vooraf en de motor werd speciaal voor deze gelegenheid opgebouwd, getuned en getest.

## Resultaten in GP
| Jaar                       | 1967 | 1968 | 1969 | 1970 | 1970 | 1971 | 1972 |
| Klasse                     | 50   | 50   | 50   | 50   | 125  | 50   | 50   |
| Eindklassering             | 12   | 8    | 2    | 2    | 7    | 6    | 18   |
| -------------------------- | ---- | ---- | ---- | ---- | ---- | ---- | ---- |
| Nederland (TT Assen)       | 5    | 3    | 3    | 5    | 4    |      | 8    |
| België (Spa-Francorchamps) | 5    |      | 3    | 1    |      | 4    |      |
| Spanje                     |      |      | 1    |      | 8    |      |      |
| Duitsland                  |      |      | 1    | 8    |      | 5    |      |
| DDR                        |      |      | 3    | 1    | 5    |      | 8    |
| Tsjechoslowakije           |      |      | 4    | 1    | 4    |      |      |
| Ulster                     |      |      |      | 3    |      |      |      |
| Italië                     |      |      | 3    |      |      |      |      |
| Joegoslavië                |      |      |      | 4    | 5    |      |      |
| Oostenrijk                 |      |      |      |      |      | 5    |      |
| Zweden                     |      |      |      |      |      | 7    |      |
| Frankrijk                  |      |      | 1    | 2    |      |      |      |